# Château de l'Ambroise
Ne doit pas être confondu avec Château d'Amboise.
Le château de l'Ambroise est un château situé à Saint-Sulpice, en France.

## Localisation
Le château est situé dans le département français de Maine-et-Loire, sur la commune de Saint-Sulpice.

## Historique
L'édifice est classé au titre des monuments historiques en 1989 et inscrit en 1989.